# Regency Act
I Regency Act sono atti del Parlamento del Regno Unito approvati in diversi momenti storici, per fornire un reggente in caso di incapacità del monarca regnante o nel caso il monarca regnante sia minorenne (di età inferiore ai 18 anni). Prima del 1937, i Regency Act venivano approvati solo quando necessario per affrontare una situazione specifica. Nel 1937, il Regency Act previde disposizioni generali per un reggente e istituì l'ufficio di Consigliere di Stato, per agire per conto del monarca quando il sovrano è temporaneamente assente dal regno. Questa legge costituisce la normativa principale relativa alla reggenza nel Regno Unito.
Un esempio notevole di un Regency Act precedente al 1937 fu l'Atto del 1811 che consentì a Giorgio, Principe di Galles di agire come reggente mentre suo padre, il re Giorgio III, era inabile. Giorgio governò come principe reggente fino alla morte di suo padre, quando salì al trono come re Giorgio IV.

## Storia
Prima del 1937, non vi era alcuna disposizione generale permanente nella legge britannica per la nomina di un reggente se il monarca britannico era inabile o assente dal Paese. Né c'era una disposizione generale per un reggente di governare per conto di un erede al trono o presunto erede salito al trono come minorenne. Prima della Gloriosa Rivoluzione, spettava in ogni caso al sovrano decidere chi sarebbe stato reggente, sebbene questa decisione fosse spesso attuata per legge. Ad esempio, la sezione XI del Treason Act del 1554 rese re Filippo, marito e co-sovrano della regina Maria I, reggente nel caso in cui Maria fosse morta e il suo erede fosse stato un maschio minore di 18 anni, o una femmina non sposata sotto i 15 anni.
Con l'Act of Settlement del 1701, il Parlamento approvò la linea di successione a favore dell'Elettrice Sofia di Hannover; questa decisione fu confermata ed estesa a tutta la Gran Bretagna dagli Atti di Unione del 1707. Con la dottrina della supremazia parlamentare saldamente stabilita nel diritto britannico, divenne possibile per il Parlamento approvare una legislazione per determinare chi avrebbe agito come reggente durante l'assenza, l'incapacità o la minore età del monarca al potere. Da allora sono stati approvati diversi Regency Act.

### Regency Actdel 1705 eSuccession to the Crown Actdel 1707
Con l'approvazione dell'Act of Settlement del 1701 che istituì la successione protestante e rese Sofia di Hannover erede al trono, divenne probabile che alla morte della regina Anna il paese sarebbe stato senza un monarca residente. Fu così approvato il Regency Act del 1705 «per metterla [la successione] in un metodo tale che non doveva essere contrastato se non con la forza delle armi e una dichiarazione pubblica per il pretendente». La legge richiedeva che i consiglieri privati e altri ufficiali, in caso di morte di Anna, proclamassero come suo successore il successivo protestante nella linea di successione al trono, e resero alto tradimento una negligenza in tal senso. Se il successivo successore protestante fosse stato all'estero alla morte di Anna, sette grandi Ufficiali di Stato nominati nell'Atto (e altri che l'apparente erede riteneva opportuno nominare), chiamati "Lord Giudici", avrebbero costituito una reggenza. L'erede legittimo avrebbe nominato questi altri attraverso uno strumento segreto che sarebbe stato inviato in Inghilterra in tre copie e consegnato al Residente di Hannover, all'arcivescovo di Canterbury e al Lord Cancelliere. I Lord Giudici dovevano avere il potere di dare l'assenso reale ai disegni di legge, tranne per il fatto che sarebbero stati colpevoli di tradimento se avessero modificato l'Atto di Uniformità del 1662.
Due anni dopo, dopo l'unione di Scozia e Inghilterra, il nuovo Parlamento della Gran Bretagna approvò il Success to the Crown Act del 1707, riaffermando la procedura di cui sopra e modificandola leggermente. In base alla norma, se il monarca fosse morto mentre l'erede al trono si trovava all'estero, il governo sarebbe stato retto fino al ritorno del nuovo monarca da sette a quattordici "Lord Giudici". Sette dei Lord Giudici furono nominati nell'Atto, e il monarca successivo poteva nominarne altri sette, che sarebbero stati nominati per iscritto, tre copie dei quali dovevano essere inviate al Consiglio privato in Inghilterra.
La legge rese tradimento per qualsiasi persona non autorizzata aprirli o non consegnarli al Consiglio privato. I Lord Giudici dovevano avere il potere di dare l'assenso reale ai disegni di legge, tranne per il fatto che sarebbero stati colpevoli di tradimento se avessero emendato l'Atto di Uniformità del 1662 o il Protestant Religion and Presbyterian Church Act del 1707.
Alla morte della regina Anna nel 1714, Giorgio I, il nuovo re, era nel suo regno natale di Hannover. In conformità con il Succession to Crown Act, Thomas Parker, Lord Chief Justice, divenne capo della reggenza. Prestò servizio per poco più di un mese.

### Regency Actdel 1728
Il secondo atto approvato dal Parlamento della Gran Bretagna per regolamentare esclusivamente la reggenza fu nel 1728, il Regency During the King's Absence Act 1728 (2 Geo. 2 c. 27). La legge specificava che la regina Carolina avrebbe agito come reggente in assenza del marito re Giorgio II piuttosto che il principe di Galles, che il re disprezzava. La legge fu necessaria perché Giorgio II era anche Elettore di Hannover e stava rientrando in patria per una visita.

### Minority of Successor to Crown Actdel 1751
Nel 1751 morì Federico, principe di Galles, figlio maggiore ed erede legittimo di re Giorgio II. Ciò rese il figlio maggiore di Federico, il principe Giorgio, il nuovo erede apparente. Giorgio aveva solo 12 anni al momento della morte di suo padre. Se il re fosse morto prima che il principe George avesse compiuto 18 anni, il trono sarebbe passato a un minorenne.
Di conseguenza, il Parlamento stabilì una disposizione per la reggenza tramite il Minority of Successor to Crown Act del 1751 (24 Geo. 2 c. 24). Questa legge prevedeva che la madre di Giorgio, Augusta, Principessa vedova del Galles, agisse come reggente. La legge specificava anche che fosse istituito un Consiglio di reggenza per governare al fianco della principessa Augusta. Il Consiglio di reggenza doveva agire da freno al potere del reggente; alcuni atti di prerogativa reale, come le dichiarazioni di guerra o la firma di trattati di pace, avrebbero richiesto il voto a maggioranza del consiglio. Le disposizioni di questo atto in realtà non entrarono mai in vigore, poiché il principe Giorgio era già maggiorenne al momento della morte del nonno.

### Minority of Heir to the Crown Actdel 1765
Nel 1760, il re Giorgio III salì al trono, con suo fratello Edoardo, Duca di York e Albany, come erede presunto. Tuttavia, il nuovo re si sposò presto e ebbe diversi figli. Nel 1765, il re aveva tre figli neonati in linea di successione. Il Parlamento approvò nuovamente un Regency Act per prevedere un reggente in caso di morte del re.
Il Minority of Heir to the Crown Act del 1765 (5 Geo. 3 c. 27) prevedeva che la moglie del re, la regina Carlotta, o sua madre, Augusta, Principessa vedova del Galles, agissero come reggenti. Questa legge richiedeva anche la formazione di un Consiglio di reggenza. Come per l'atto precedente, la disposizione di questo atto in realtà non entrò mai in vigore, poiché il figlio maggiore di Giorgio III aveva già 57 anni quando suo padre morì.

### Regency Billdel 1789
Il Regency Bill del 1789 fu una proposta di legge del Parlamento per prevedere che il figlio maggiore di re Giorgio III, Giorgio, principe di Galles, avrebbe agito come reggente a causa dell'inabilità del re per malattia mentale. Senza una legislazione già in vigore, non esisteva alcuna base legale per fornire un reggente e il re non era nelle condizioni idonee per dare il consenso reale alla legge. Il Parlamento decise che il Lord Cancelliere (Lord Thurlow) approvasse il disegno di legge apponendo il Gran Sigillo del Regno per dare il consenso reale. Tuttavia, il re si riprese in tempo prima che il disegno di legge potesse essere approvato. Il principe Federico, duca di York e Albany e altri ritenevano la legge illecita; ma dopo la sua guarigione, il re dichiarò che il governo aveva agito correttamente.
I continui problemi mentali del re per il resto della sua vita confermarono la necessità di un adeguato Regency Act. Tuttavia, il re era ostile all'approvazione di un tale atto mentre era sano di mente.

### Care of King During his Illness, etc. Actdel 1811
Alla fine del 1810, il re Giorgio III fu nuovamente sopraffatto dalla malattia mentale, in seguito alla morte della figlia più giovane, la principessa Amelia. Il Parlamento accettò di seguire il precedente del 1789: senza il consenso del re, il Lord Cancelliere appose il Gran Sigillo del Regno alle lettere patenti che nominavano i Lord Commissari. Tali patenti erano irregolari, perché non recavano il Royal Sign Manual, e solo le lettere patenti firmate dallo stesso sovrano potevano prevedere la nomina di Lords Commissioners o la concessione del Royal Assent. Tuttavia, poiché il Re era già de facto incapace, le risoluzioni di entrambe le Camere del Parlamento approvarono l'iniziativa, spingendo il Lord Cancelliere a preparare le Lettere Patenti e ad apporre loro il Gran Sigillo anche senza la firma del monarca. I lord commissari così nominati, a nome del re, firmarono la concessione del consenso reale a un disegno di legge che divenne il Care of King During his Illness, etc. Act del 1811 (51 Geo. 3 c. 1). In base a questa legge, il re fu sospeso dall'adempimento personale delle funzioni reali e Giorgio, principe di Galles, svolse tali funzioni in nome e per conto del re dal 1811 fino al 1820, quando il re morì e il principe di Galles succedette al trono. Il Parlamento limitò alcuni poteri del principe reggente (come divenne noto il principe di Galles). I vincoli scaddero un anno dopo l'approvazione della legge. Il periodo tra il 1811 e il 1820 è noto come l'epoca della Reggenza.
L'importanza di questo Regency Act consisteva nel fatto che non richiedeva un Council of Regency, come richiesto dalla legislazione precedente. La ragione sottostante era che il principe reggente era in ogni caso l'erede al trono e avrebbe assunto i pieni poteri alla morte di suo padre.

### Regency Actdel 1830
Nel 1830 il trono passò al fratello minore di Giorgio IV (terzo figlio maggiore di Giorgio III), re Guglielmo IV. Guglielmo IV non aveva figli legittimi e, data l'età di sua moglie, la regina Adelaide, era improbabile che ne avesse in futuro. L'erede presunto al trono era sua nipote, la principessa Alexandrina Victoria del Kent (la futura regina Vittoria) che aveva solo undici anni.
Poiché il padre di Vittoria era morto e il Parlamento diffidava dei figli più giovani di Giorgio III, l'Atto (1 Will. 4 c.2) collocava nelle mani di sua madre, la duchessa di Kent, qualsiasi potenziale reggenza causata dalla morte del re prima che Victoria avesse compiuto 18 anni. Tuttavia, se la regina Adelaide avesse dato alla luce un figlio, questi sarebbe diventato re o regina invece di Vittoria, e Adelaide sarebbe diventata reggente.
Se una tale nascita fosse avvenuta dopo la morte del re, suo figlio avrebbe dovuto succedere immediatamente a Vittoria, anche se ancora in vita, come re o regina. La legge proibiva al monarca di sposarsi durante la reggenza senza il consenso del reggente e rendeva alto tradimento sposare il monarca senza tale consenso, o essere coinvolti a qualche titolo nel matrimonio. La legge proibiva inoltre al reggente di dare l'assenso reale a un disegno di legge per cambiare la linea di successione al trono, o per abrogare o alterare l'Atto di uniformità del 1662 o lo Scottish Protestant Religion and Presbyterian Church Act del 1707.
Tuttavia, poiché Vittoria divenne regina all'età di 18 anni e la regina Adelaide non ebbe più figli, non fu necessaria una reggenza e la legge non entrò mai in vigore.

### Lords Justices Actdel 1837
Nel 1837 la principessa Vittoria del Kent succedette a suo zio e divenne la regina Vittoria. Divenne monarca all'età di 18 anni, mentre era ancora nubile e senza figli. Il successivo nella linea di successione era suo zio, il 66enne Ernesto Augusto, duca di Cumberland, che succedette al re Guglielmo IV nel Regno di Hannover poiché la legge salica impediva a Vittoria di diventare regina di Hannover. Così Ernesto Augusto lasciò il Regno Unito per assumere il suo ruolo ad Hannover. Ciò significava che fino a quando la regina non si fosse sposata e avesse avuto figli legittimi, l'erede presunto al trono e i suoi figli avrebbero risieduto all'estero. Sebbene sarebbero quasi certamente tornati nel Regno Unito nel caso in cui Vittoria fosse morta senza un erede, ci sarebbero volute alcune settimane prima che ciò avvenisse utilizzando i mezzi di trasporto del diciannovesimo secolo.
Per assicurare la continuità del governo in un tale caso, il Parlamento approvò il Lords Justices Act del 1837 (7 Will.4 & 1 Vict. C.72, titolo completo: An Act to provide for the Appointment of Lords Justices in the Case of the next Successor to the Crown being out of the Realm at the Time of the Demise of Her Majesty). Questa legge non prevedeva la nomina di un reggente specifico, poiché si prevedeva che il nuovo monarca sarebbe arrivato nel paese entro un tempo ragionevole. Pertanto, la legge prevedeva solo che i Lord Giudici, comprese persone come l'Arcivescovo di Canterbury e il Lord Chief Justice, assumessero alcune delle funzioni del monarca. A differenza dei poteri concessi ai futuri reggenti nella legislazione precedente, i poteri dei Lords Justices erano più limitati; ad esempio, non potevano sciogliere il Parlamento o creare titoli nobiliari.

### Regency Actdel 1840
Nel 1840, la regina Vittoria aveva sposato suo cugino, il principe Alberto di Sassonia-Coburgo-Gotha e presto diede alla luce la principessa Vittoria. Ci si aspettava che la regina avrebbe avuto molti altri figli; tuttavia, sarebbero stati minorenni per almeno i successivi 18 anni, e il Parlamento avrebbe dovuto di nuovo provvedere a un reggente in caso di morte di Vittoria. Il precedente Lords Justices Act del 1837 non si applicava ai figli della regina, poiché risiedevano nel Regno Unito. Il Parlamento approvò quindi il Regency Act del 1840 (3 & 4 Vict. C. 52) che prevedeva che il principe Alberto governasse come reggente fino a quando il figlio maggiore non avesse raggiunto i 18 anni. La legge non richiedeva che un Consiglio della reggenza operasse a fianco del principe Alberto, dandogli potenzialmente più potere rispetto ai precedenti reggenti proposti. La legge fu abbastanza controversa all'epoca, poiché il popolo britannico era diffidente nei confronti del principe Alberto ed era generalmente impopolare in Parlamento. Tuttavia Vittoria visse fino al 1901 e, in ogni caso, Alberto morì prima di lei, quindi non divenne reggente.
La legge avrebbe proibito al monarca di sposarsi durante la reggenza senza il consenso scritto del reggente e di entrambe le Camere del Parlamento, e avrebbe reso alto tradimento sposare il monarca senza tale consenso, o assistere o essere coinvolti nel matrimonio. La legge proibiva anche al reggente di dare l'assenso reale a un disegno di legge per cambiare la linea di successione al trono, o un disegno di legge per abrogare o alterare l'Atto di uniformità del 1662 o lo Scottish Protestant Religion and Presbyterian Church Act del 1707.

### Regency Actdel 1910
Nel 1910 il nipote della regina Vittoria, re Giorgio V, salì al trono. Tuttavia, i suoi figli avevano tutti meno di 18 anni. Pertanto, il Parlamento approvò un nuovo Regency Act (10 Edw. 7 & 1 Geo. 5 c. 26) nel 1910, che nominava reggente la consorte del re, la regina Maria. Non fu previsto nessun consiglio di reggenza, seguendo l'esempio del Regency Act del 1840. Ancora una volta, le disposizioni di questa legge non entrarono mai in vigore, poiché il Principe di Galles aveva ben più di 18 anni quando Giorgio V morì.

## Atti in vigore che disciplinano l'istituzione di una reggenza
Gli atti in vigore che disciplinano i casi in cui una reggenza entrerà in vigore e quando una reggenza cesserà, la determinazione di chi sarà reggente e i poteri di tale reggente sono il Regency Act del 1937, il Regency Act del 1943 e il Regency Act del 1953, congiuntamente denominati "Regency Acts 1937-1953".

### Regency Actdel 1937
Nel 1936, Giorgio VI (il secondo figlio di Giorgio V) era diventato re, con sua figlia maggiore, la principessa Elisabetta, come erede presunta. Tuttavia, Elisabetta aveva meno di 18 anni, il che portò alla necessità di una nuova legge sulla reggenza.
Invece di approvare uno specifico atto di reggenza relativo alla morte o all'incapacità del solo Giorgio VI, il Parlamento approvò il Regency Act del 1937 (1 Edw. 8 e 1 Geo. 6 c. 16), che prevedeva i casi di incapacità o minore età di tutti i futuri monarchi. Abrogò il Lords Justices Act del 1837 e stabilì per statuto l'ufficio di consigliere di Stato, da nominare durante l'assenza del monarca all'estero, o durante una malattia temporanea che non equivale a completa inabilità.
La legge richiede che il reggente sia la persona successiva nella linea di successione che risponda ai seguenti requisiti:
- di età superiore ai 21 anni;
- un suddito britannico domiciliato nel Regno Unito;
- in grado di succedere alla Corona ai sensi dell'Act of Settlement del 1701.

I Consiglieri di stato devono consistere in:
- il/la consorte del monarca;
- le successive quattro persone in linea di successione di età superiore ai 21 anni, esclusa qualsiasi persona non qualificata per essere reggente.

Così, al momento dell'approvazione della legge, il principe Enrico, duca di Gloucester, sarebbe diventato reggente nel caso in cui il re Giorgio VI fosse morto mentre la principessa Elisabetta era ancora minorenne. L'attuale potenziale reggente ai sensi della legge, che assumerebbe le funzioni di reggente se il re Carlo III dovesse diventare inabile, sarebbe suo figlio maggiore William, principe di Galles.
La sezione 4 della legge proibisce al reggente di dare il consenso reale a un disegno di legge per cambiare la linea di successione al trono britannico o per abrogare o alterare il Scottish Protestant Religion and Presbyterian Church Act del 1707.

### Regency Actdel 1943
Questa legge (6 e 7 Geo. 6 c. 42) ha modificato il Regency Act del 1937 in modo che i consiglieri di Stato assenti durante l'assenza del Sovrano non sarebbero stati annoverati tra le nomine. Dichiarò inoltre che l'erede legittimo o presunto al trono (il primo nella linea di successione) doveva avere solo 18 anni per essere un consigliere.

### Regency Actdel 1953
Nel 1952 il re Giorgio VI morì e gli succedette sua figlia, la regina Elisabetta II. Con il figlio maggiore ed erede legittimo, il principe Carlo, di età inferiore ai 21 anni, il Regency Act del 1937 prevedeva che la successiva persona di età superiore ai 21 in linea di successione, la sorella della regina, la principessa Margaret, agisse come reggente. Tuttavia, sebbene fosse già prevista una reggenza, il Parlamento emanò una nuova legge creando una disposizione specifica per lo scenario della successione al trono di un figlio o una figlia della regina Elisabetta II e di suo marito, Filippo di Edimburgo, mentre ancora di età inferiore ai 18 anni. Tale disposizione, che cessò di avere alcuna rilevanza giuridica una volta che tutti i figli di Elisabetta e Filippo raggiunsero l'età adulta, stabiliva che il duca Filippo, se vivente, avrebbe agito come reggente in caso di successione alla Corona da parte di uno dei figli minorenni nato dal suo matrimonio con la regina Elisabetta II. Inoltre, se si fosse resa necessaria una reggenza durante il regno di Elisabetta II, il Duca di Edimburgo avrebbe agito come reggente se la regina non avesse avuto figli o nipoti idonei.
Durante la seconda lettura del disegno di legge, David Maxwell-Fyfe, il ministro dell'Interno, spiegò che l'emendamento era specifico per il Duca di Edimburgo, che avrebbe cessato i suoi effetti alla sua morte e che non rappresentava una legge per escludere la principessa Margaret.
La legge permise inoltre alla madre della regina, la regina madre Elisabetta, di diventare nuovamente un consigliere di Stato, un ruolo che aveva perso alla morte del marito re Giorgio VI.
La maggior parte delle disposizioni del Regency Act del 1953 (2 & 3 Eliz. 2 c. 1) cessarono di essere applicabili quando i figli della regina diventarono maggiorenni. L'unica disposizione della legge del 1953 che è ancora rilevante è la sezione 2, che riduce a 18 anni l'età in cui l'erede al trono può diventare reggente. Ciò è stato fatto per rimuovere l'anomalia percepita che una persona di 18 anni potrebbe diventare un consigliere di stato e potrebbe, al momento dell'ascesa al trono, svolgere personalmente le funzioni reali, ma non potrebbe agire come reggente fino ai 21 anni. In effetti, nel 1937 l'intenzione era questa, ossia garantire un minimo di tre anni di differenza d'età tra erede al trono e reggente se all'erede fossero mancati pochi mesi al compimento della maggiore età.

### Counsellors of State Actdel 2022
Il Counsellors of State Act 2022 (c. 47) nominò Anna, principessa reale e il principe Edoardo, conte di Wessex (ora duca di Edimburgo) come consiglieri di Stato aggiuntivi a vita, una posizione che entrambi avevano precedentemente ricoperto ma che in seguito persero quando il principe William e il principe Henry raggiunsero rispettivamente l'età di 21 anni.

## Situazioni in cui le funzioni reali vengono trasferite a un reggente
Secondo i Regency Act dal 1937 al 1953 in vigore, è prevista l'istituzione di una reggenza a causa della minore età del monarca o dell'assoluta inabilità del monarca di svolgere le funzioni reali.

### Reggenza in caso della minore età del sovrano
Secondo la normativa in vigore, se il monarca ha meno di 18 anni quando sale al trono, viene automaticamente stabilita una reggenza e, fino a quando il monarca raggiunge l'età di 18 anni, le funzioni reali vengono assolte dal reggente in nome e per conto del monarca.
In tal caso, qualsiasi giuramento o dichiarazione richiesto dalla legge che il sovrano deve prestare alla successione o dopo essere succeduto alla Corona viene posticipato fino all'assunzione personale delle funzioni reali da parte del sovrano, e ai fini di tutte tali emanazioni riguardanti giuramenti e dichiarazioni che il nuovo monarca deve fare al momento dell'adesione «la data in cui il Sovrano raggiunge l'età di diciotto anni sarà considerata la data della Sua adesione».

### Reggenza in caso di infermità mentale o fisica o di indisponibilità per una causa determinata
A differenza di qualsiasi precedente Regency Act, il Regency Act del 1937 ha stabilito per legge una procedura per determinare l'inabilità del sovrano a causa di infermità di mente o fisica o per indisponibilità del monarca per un'altra determinata causa.
Quando una dichiarazione di incapacità viene fatta in conformità con la procedura stabilita nel Regency Act del 1937, viene istituita una reggenza e le funzioni reali vengono trasferite dal sovrano a un reggente, che le esercita in nome e per conto del monarca fino a una dichiarazione, fatta in conformità con la suddetta legge, in base alla quale l'incapacità del monarca è cessata.

#### Dichiarazioni di inabilità o abilità
Secondo la sezione 2 del Regency Act del 1937, le persone che possono fare una dichiarazione di inabilità (o una dichiarazione che l'inabilità è cessata) sono il/la consorte del sovrano, il Lord cancelliere, lo Speaker della Camera dei Comuni, il Lord Chief Justice d'Inghilterra, e il Master of the Rolls.
Qualsiasi dichiarazione di inabilità o di cessazione dell'inabilità deve essere firmata da tre o più di loro. Le dichiarazioni basate sull'indisponibilità del monarca per una causa definita devono essere supportate da prove e le dichiarazioni che attestano l'inabilità del sovrano a causa di infermità mentale o fisica devono essere supportate da prove, comprese certificazioni fornite dai medici.
Una dichiarazione di inabilità o di cessazione dell'inabilità deve essere presentata al Consiglio Privato e comunicata ai governi dei dominion.

## Inabilità del reggente
Ai sensi del Regency Act del 1937, una dichiarazione di inabilità può essere fatta anche nei confronti del reggente. Pertanto, se la persona che presta servizio come reggente diventa incapace di svolgere le funzioni reali, o a causa di un'infermità mentale o fisica, o perché il reggente è diventato, per una causa determinata, indisponibile a svolgere le suddette funzioni, lo stesso gruppo di persone che possono fare una dichiarazione di inabilità riguardo al sovrano hanno il potere di fare una dichiarazione di inabilità nei confronti del reggente.
I requisiti per tale dichiarazione di incapacità sono gli stessi che valgono per una dichiarazione che riguarda il sovrano: l'incapacità del reggente deve essere attestata da prove; in caso di infermità tale prova deve includere prove fornite dai medici; la dichiarazione deve essere firmata da almeno tre delle persone autorizzate dalla legge; e deve essere presentato al Consiglio privato.
Ai sensi della sezione 3, comma 5, del Regency Act del 1937, quando il reggente è oggetto di una dichiarazione di inabilità, cessa di essere il reggente, come se fosse morto, e la persona seguente in linea di successione capace di assumere la reggenza diventa reggente al suo posto.
Quando un reggente viene rimosso dall'incarico mediante dichiarazione di inabilità e successivamente l'inabilità cessa di esistere, il reggente può essere ripristinato in carica mediante una dichiarazione di cessazione dell'inabilità. In tal caso, alla dichiarazione di cessazione dell'inabilità, si verifica un cambio di reggente, con la persona che ha un posto inferiore nell'ordine di successione che cessa di essere il reggente, e al suo posto la persona con una posizione superiore nell'ordine di successione, che aveva cessato di essere reggente solo per la dichiarazione di inabilità, riprende la carica di reggente. I requisiti per la dichiarazione di cessazione dell'inabilità nei confronti del reggente sono gli stessi che valgono per una dichiarazione di cessazione dell'inabilità nei confronti del sovrano.

## Assunzione dell'incarico da parte del reggente
Ogni volta che viene istituita una reggenza, sia per inabilità del sovrano (debitamente dichiarata secondo la procedura prescritta dallo statuto), sia per la minore età del sovrano, e anche quando c'è un cambio di reggente, il nuovo "reggente, prima di agire o prendere servizio nel suo ufficio" presta i giuramenti richiesti dal Regency Act del 1937; di conseguenza, un nuovo reggente entra nell'esercizio del suo ufficio solo prestando giuramento, e quindi non può adempiere a nessuna delle funzioni reali prima di giurare.
I suddetti giuramenti devono essere prestati e sottoscritti dal nuovo reggente dinanzi al Consiglio privato.

## Tutela del sovrano durante una reggenza
A differenza delle situazioni di infermità non gravi o di un viaggio all'estero, che consentono la possibile delega delle funzioni reali da parte del monarca a consiglieri di Stato (come autorizzato dalla sezione 6 del Regency Act del 1937), l'istituzione di una reggenza porta con sé la nozione che il sovrano non è idoneo e in grado di amministrare gli affari della propria persona, quindi ha bisogno di un tutore legale. La tutela del monarca, tuttavia, non è disciplinata dallo stesso ordinario corpo di leggi che regolano in generale la nomina dei tutori legali. Quindi il tutore legale del sovrano non è nominato da un tribunale sulla base delle raccomandazioni dei servizi sociali, come di norma, ma la tutela del monarca è prevista direttamente dal Regency Act del 1937 in vigore.
Poiché il sovrano nella sua qualità privata non è soggetto alla giurisdizione dei tribunali, l'istituzione di una reggenza rimane l'unico metodo per porre la persona del sovrano sotto tutela legale. E, secondo le disposizioni dei Regency Act in vigore, la creazione di una reggenza per adempiere alle funzioni reali e la tutela legale del monarca vanno di pari passo: il monarca è soggetto a tutela legale solo quando c'è una reggenza, e sempre quando c'è una reggenza il monarca è posto sotto tutela legale.
La tutela legale della persona del monarca (con il corrispondente potere di amministrare la proprietà privata del sovrano) non spetta necessariamente al reggente. Tuttavia, se non esiste nessuno dei potenziali tutori previsti dallo statuto, allora, secondo lo statuto, il reggente diventa il tutore del sovrano. Di conseguenza, durante una reggenza, il reggente è la persona investita dell'autorità reale, che assolve le funzioni reali per conto del monarca. Il tutore, d'altra parte, ha la custodia legale del sovrano (che è un minore o una persona inabile) e il dovere di prendersi cura del benessere personale del monarca. I due ruoli possono coincidere o meno.
Secondo la sezione 5 del Regency Act del 1937, se il monarca ha meno di diciotto anni e non è sposato, sua madre, se vivente, avrà la tutela della persona del monarca. D'altra parte, se il sovrano è sposato, ma ha ancora meno di diciotto anni, o se il sovrano è un adulto sposato, ma è stato dichiarato incapace per il momento di svolgere le funzioni reali, allora la moglie o il marito del sovrano, se maggiorenne, avrà la tutela della persona del monarca. In tutti gli altri casi tranne le due situazioni sopra descritte, il reggente sarà il tutore legale del monarca e avrà la custodia della sua persona.

## Situazione in vigore

### Reggenza
Al 2022, secondo le leggi in vigore, William, principe del Galles sarebbe il reggente in caso di inabilità di suo padre, il Re Carlo III.
Al 2022, la prima persona minorenne nella linea di successione al trono è il figlio maggiore di William, George di Galles, secondo in linea di successione dopo il padre. Se il principe dovesse salire al trono prima del diciottesimo compleanno nel 2031, suo zio Henry, duca di Sussex fungerebbe da reggente se domiciliato nel Regno Unito, come richiesto dall'Atto del 1937, in quanto i fratelli minori di George sarebbero anch'essi minorenni. Nel caso in cui Harry fosse incapace di assumere il ruolo di reggente (dal 2019 risiede temporaneamente in Canada e negli Stati Uniti), il successivo nella linea di successione sarebbe il prozio di George, Andrea, duca di York, seguito dalla sua figlia maggiore, la principessa Beatrice.

### Tutela legale
Se Carlo III fosse dichiarato incapace di svolgere le funzioni reali, la tutela legale del monarca inabile verrebbe conferita a sua moglie, la regina consorte Camilla.
Il principe George di Cambridge, se salisse al trono prima del suo diciottesimo compleanno il 22 luglio 2031, sarebbe la prima persona dell'attuale linea di successione che richiederebbe la reggenza e la tutela legale fino ai 18 anni. Secondo i Regency Act in vigore, se ciò dovesse accadere, la sua tutela legale sarebbe affidata a sua madre, Catherine, principessa di Galles. Se non fosse in grado di svolgere le funzioni di tutore legale, esse tornerebbero alla carica di reggente in carica.